# Liz Sheridan
Elizabeth Ann Sheridan (Rye (New York), 10 april 1929 – New York, 15 april 2022) was een Amerikaans actrice.

## Loopbaan
Sheridan debuteerde in 1977 op 47-jarige leeftijd in een aflevering van Kojak. Daarvoor was ze danseres. Ze werd met name bekend door haar rol als de nieuwsgierige buurvrouw Raquel Ochmonek in de comedyserie Alf. Later kreeg Sheridan de rol van Helen Seinfeld (moeder van Jerry) in de serie Seinfeld. Als enige naast de vier hoofdpersonen was ze in alle negen seizoenen van de serie te zien.

## Privéleven
Sheridan was verloofd met acteur James Dean. Ze schreef een boek over hun liefde, getiteld Dizzy and Jimmy. Ze trouwde Dale Wales (1917-2003). Sheridan overleed in 2022 op 93-jarige leeftijd.

## Filmografie
- Kojak Televisieserie - Rose (Afl., Kojak's Day: Part 2, 1977)
- Archie Bunker's Place Televisieserie - Lady (Afl., Billie, 1981)
- World War III (Televisiefilm, 1982) - Naomi Glass
- Gimme a Break! Televisieserie - Verpleegster (Afl., The Emergency, 1982)
- In the Custody of Strangers (Televisiefilm, 1982) - Caseworker
- Jekyll and Hyde...Together Again (1982) - Mrs. Larson
- St. Elsewhere Televisieserie - Dr. Susan Mauri (Afl., The Count, 1983)
- Scarecrow and Mrs. King Televisieserie - Lydia Lowell (Afl., If Thoughts Could Kill, 1983)
- The A-Team Televisieserie - Tina Lavelle (Afl., Taxicab Wars, 1983)
- Star 80 (1983) - Makeup Woman
- Nickel Mountain (1984) - Reception Nurse
- Second Sight: A Love Story (Televisiefilm, 1984) - Mrs. Carlisle
- Three's a Crowd Televisieserie - Miss Rockwell (Afl., Daddy's Little Girl, 1984)
- The Cartier Affair (Televisiefilm, 1984) - Miss Carpenter
- Riptide Televisieserie - Everitt's Secretaresse (Afl., Father's Day, 1984)
- Avenging Angel (1985) - Verpleegster
- Sins of the Father (Televisiefilm, 1985) - Middle-Aged Woman
- It's Your Move Televisieserie - Eunice (Afl., A Woman Is Just a Woman, 1985)
- Newhart Televisieserie - Mrs. Spencer (Afl., Look Homeward, Stephanie, 1985)
- Moonlighting Televisieserie - Selma (Afl., Moonlighting (Pilot), 1985)
- Generation (Televisiefilm, 1985) - Clara
- The A-Team Televisieserie - Hildegard Harrison (Afl., Lease with an Option to Die, 1985)
- School Spirit (1985) - Mrs. Kingman
- A Year in the Life (Mini-serie, 1986) - Lois
- Hill Street Blues Televisieserie - Dorothy Miskin (Afl., I Want My Hill Street Blues, 1986)
- Remington Steele Televisieserie - Greta Swenson (Afl., Steele at Your Service, 1986)
- Legal Eagles (1986) - Little Old Lady
- Cagney & Lacey Televisieserie - Dr. Vernon (Afl., Sorry, Right Number, 1986)
- Kate's Secret (Televisiefilm, 1986) - Evelyn
- Sunday Drive (Televisiefilm, 1986) - Hostess
- Santa Barbara Televisieserie - Verpleegster (Afl. onbekend, 1986)
- Warm Hearts, Cold Feet (Televisiefilm, 1987) - Amanda McPherson
- Who's That Girl? (1987) - Verpleegster #1
- The Secret Life of Kathy McCormick (Televisiefilm, 1988) - Mrs. Van Adams
- Family Ties Televisieserie - Ginny McCoy (Afl., Heartstrings: Part 3, 1988)
- ALF Televisieserie - Mrs. Big Daddy (Afl., My Back Pages, 1988)
- ALF Televisieserie - Raquel Ochmonek (1986-1990)
- Dr. Ruth's House (Televisiefilm, 1990) - Ruth's Housekeeper
- Good Grief Televisieserie - Weduwe Blackwell (Afl., Warren Learns to Fly, 1990)
- Empty Nest Televisieserie - Elspeth (Afl., Take My Mom, Please, 1990)
- Wishman (1991) - Ms. Finger
- Changes (Televisiefilm, 1991) - Mrs. Hahn
- Murder, She Wrote Televisieserie - Rose Tessler (Afl., Bite the Big Apple, 1991)
- Herman's Head Televisieserie - Miss Cracknick (Afl., To Err Is Herman, 1992)
- Only You (1992) - Mrs. Stein
- Melrose Place Televisieserie - Vrouwelijke shopper (Afl., My Way, 1992)
- Brain Smasher...A Love Story (Video, 1993) - Ma Molloy
- Empty Nest Televisieserie - Mrs. Coover (Afl., Charley's Millions, 1994)
- Tom Televisieserie - Rol onbekend (Afl., Dog Day Afternoon, 1994)
- Blossom Televisieserie - Mrs. Walker (Afl., Blossom Gump, 1994)
- Life with Louie: A Christmas Surprise for Mrs. Stillman (Televisiefilm, 1994) - Mrs. Stillman (Stem)
- Double Rush Televisieserie - Marge (Afl., Slamming Into a Car Isn't Good, 1995)
- Sliders Televisieserie - Miss Miller (Afl., Prince of Wails, 1995)
- Deadline for Murder: From the Files of Edna Buchanan (Televisiefilm, 1995) - Wendy Padison
- Forget Paris (1996) - Vrouw in auto
- A & P (1996) - Hi-Ho Lady
- Always Say Goodbye (1996) - Muriel Evans
- Wedding Bell Blues (1996) - Mrs. Samuel Levine
- A Match Made in Heaven (Televisiefilm, 1997) - Ruthie Klein
- Just Add Water (1998) - Nanna
- Seinfeld Televisieserie - Helen Seinfeld (22 afl., 1990-1998)
- Closing the Deal (2000) - Rol onbekend
- Now You Know (2002) - Grandma
- Surge of Power (2004) - Cameo
- Complete Savages Televisieserie - Mrs. O'Hara (Afl., Crimes and Mini-Wieners, 2005)
- Numb3rs Televisieserie - Landlady (Afl., Bones of Contention, 2005)
- Escape (2006) - Pompbediende

- Gemeinsame Normdatei: 1257914200
- International Standard Name Identifier: 0000 0000 2267 8729
- Library of Congress Control Number: n00039760
- SNAC: w69x4v8c
- Virtual International Authority File: 25835929
- WorldCat: E39PBJymBT9RKBkwp3jXQRCG73